# Jim Noir
Jim Noir (de son vrai nom Alan Roberts) est un auteur-interprète anglais originaire de Davyhulme, Manchester. Son nom de scène est un hommage à Vic Reeves, dont le vrai nom est Jim Moir. Il a sorti deux albums : Tower of Love paru en 2005, puis un album éponyme en 2008. Tower of Love, ainsi que toutes ses précédentes maquettes, ont été enregistrés chez les parents de Jim Noir, dans la banlieue de Davyhulme.
La musique de Jim Noir est décrite comme psychédélique, électronique ou pop. Noir est parfois comparé aux Beach Boys, Super Furry Animals, The Beta Band, ou encore à The Bees. Il est aussi connu pour une certaine excentricité et son style vestimentaire propre. Il porte souvent un chapeau melon. Noir est un homme-orchestre, touchant à tous les instruments lors de ses enregistrements. Il invite souvent des musiciens lors de ses concerts.
Noir est connu pour ses singles Eanie Meany et My patch, qui ont été utilisées comme bande-son dans des spots publicitaires pour Adidas et Conforama.

## Publicités et apparitions dans la culture contemporaine
Plusieurs titres de Jim Noir ont figuré dans des programmes télévisés ou ont été adaptés dans des publicités.
- Dans les séries Grey's Anatomy, la chanson  I Me You a figuré dans l'épisode Cœurs esseulés et a également été incluse dans la bande-son de la série. L'émission a aussi diffusé My Patch et Tell Me What to Do dans d'autres épisodes.
- Noir a repris une chanson de Cat Stevens, Here Comes My Baby, pour une publicité aux États-Unis.
- En 2006, Adidas utilisa un remix de Eanie Meany pour le spot publicitaire pour la Coupe du monde de football de 2006 (Josè +10, second part). La chanson commence par : « If you don't give my football back, I'm gonna get my dad on you. » (Si tu ne me rends pas mon ballon, je le dirai à mon père)[2]
- Comforama a utilisé My Patch pour une campagne de pub en 2008.
- Le jeu de la BBC Radio 4, The Unbelievable Truth, utilise les premières notes de My Patch comme jingle d'entrée.
- My Patch a encore été utilisé pour une pub d'un jeu sur PlayStation 3 : LittleBigPlanet. La chanson fait également partie de la bande originale du jeu.
- My Patch est utilisé dans de nombreux épisodes de la série française Very Bad Blagues du Palmashow avec David Marsais et Grégoire Ludig.

## Discographie

### Albums
- Tower of Love (12 décembre 2005) My Dad Recordings
- Jim Noir (7 avril 2008) My Dad Recordings
- Zooper Dooper (16 novembre 2010)
- Jimmy's Show (17 septembre 2012)
- Finnish Line (novembre 2014)
- A.M. Jazz (20 décembre 2019) Dook Recordings

### Singles
- Eanie Meany (2004)
- My Patch (2005)
- A Quiet Man (2005)
- The Key of C (2006)
- My Patch (réédition) (2006) #65 UK
- Eanie Meany (réédition) (2006) #67 UK
- All Right (2007)
- What U Gonna Do (2008)